# إدواردو لوبيز فياريال
إدواردو لوبيز فياريال (بالإسبانية: Eduardo López Villarreal)‏ هو لاعب كرة قدم مكسيكي في مركز الوسط، ولد في 21 فبراير 1992 في زاكاتيكاس في المكسيك. لعب مع Mineros de Zacatecas ‏.

## وصلات خارجية
- إدواردو لوبيز فياريال على موقع قاعدة بيانات كرة القدم.إي يو (الإنجليزية)
- إدواردو لوبيز فياريال على موقع Soccerway.com (الإنجليزية)